# Брэила (жудец)
Жуде́ц Брэи́ла (рум. Judeţul Brăila) — румынский жудец в регионе Валахия.

## География
Жудец занимает площадь в 4766 км².
Граничит с жудецами Тулча — на востоке, Бузэу — на западе, Галац и Вранча — на севере, Яломица и Констанца — на юге.

## Население
В 2007 году население жудеца составляло 365 628 человек (в том числе мужское население — 178 044 и женское — 187 584 человек), плотность населения — 76,15 чел./км².
| Год  | Население |
| ---- | --------- |
| 1930 | 237 549   |
| 1948 | 271 251   |
| 1956 | 297 276   |
| 1966 | 339 954   |
| 1977 | 377 954   |
| 1992 | 392 031   |
| 2002 | 373 174   |
| 2011 | 304 925   |

## Административное деление
В жудеце находятся 1 муниципий, 3 города и 40 коммун.

### Города
- Янка (Ianca)
- Ынсурэцей (Însurăţei)
- Фэурей (Făurei)